# 美洛昔康
美洛昔康（英語：Meloxicam），商品名莫比可（Mobic），是一种昔康（oxicam）类非甾体抗炎药，可抑制环氧酶的活性，从而阻断前列腺素的合成。主要用于缓解骨关节炎、类风湿性关节炎及关节强硬性脊椎炎的症状。